# Halálfogytiglan
A Halálfogytiglan az Omen együttes 2019-ben megjelent albuma. Ezen az albumon hallható először Mezőfi József basszusgitározása, aki korábban az Akela, a Cool Head Klan és az Invader tagja volt, és 2017-ben váltotta Vörös Gábort. Koroknai Árpád a felvételek közben lépett ki az együttesből, a címadó dal klipjét még vele rögzítették, a lemezt viszont már Molnár Péter "Stula", a Mobilmánia korábbi énekese énekelte fel. Ugyanakkor ez az utolsó olyan album is, ahol Nagy Máté gitározik Nagyfi László mellett, mivel Nagy 2020 márciusában távozott a csapatból. Az album összes dalszövegét Horváth Attila jegyzi. A címadó dalhoz klipet is forgatott a zenekar, a második klip (Most kezdődik) volt Molnár Péter bemutatkozása, bár ezt a videót is eredetileg még Koroknaival kezdték rögzíteni. A harmadik klip az Egy jobb pokol című dalhoz készült, a negyedik pedig a Senki lenni című dalhoz.

## Az album dalai
1. Most kezdődik - (Nagy Máté - Nagyfi László -Horváth) - 3:56
2. Szellempont (Nagy M. - Nagyfi L. -Horváth)- 3:55
3. Jelmezbálban meztelen - (Nagyfi- Nagy- Horváth) - 3:33
4. Knock & Roll/ Lehunyt szemmel (Nagy M.- Nagyfi L. - Horváth) - 3:23
5. Egy jobb pokol - (Nagy M.- Nagyfi L. - Horváth) - 3:56
6. Senki lenni - (Nagy M.- Nagyfi L. - Horváth) - 3:41
7. Amikor még szerelmes voltam - (Nagy M.- Nagyfi L. - Horváth) - 3:34
8. Az lesz ami volt -  (Nagy M.- Nagyfi L. - Horváth) - 3:10
9. Élni a jó - (Nagyfi - Koroknai - Horváth) - 3:46
10. Halálfogytiglan - (Nagyfi - Koroknai - Horváth) - 5:03

## Közreműködők
- Molnár Péter "Stula" - ének
- Nagyfi László - gitár
- Nagy Máté - gitár
- Mezőfi József- basszusgitár
- Nagyfi Zoltán - dob

- Horváth Attila - dalszövegek